# Gloeikeelkolibrie
De gloeikeelkolibrie (Selasphorus ardens) is een vogel uit de familie Trochilidae (kolibries). De vogel werd in 1870 door de Britse dierkundige  Osbert Salvin geldig beschreven. Het is een bedreigde, endemische vogelsoort uit Panama.

## Kenmerken
De vogel is 7 cm lang. Deze kolibrie heeft een korte, rechte zwarte snavel. Het mannetjes is bronsgroen van boven en heeft zwarte staartveren met roodbruine randjes. De onderstaartdekveren zijn licht, bleek roodbruin. De keel is roze rood en daaronder is de bovenborst wit, het wit wordt naar de buik toe geleidelijk licht kaneelkleurig. Het vrouwtje heeft geen roze op de keel en heeft groenachtige staartveren, maar lijkt verder op het mannetje.

## Verspreiding en leefgebied
Deze soort is endemisch in het westelijke deel van Midden-Panama. Goed ecologisch onderzoek naar de habitateisen ontbreekt. De vogel wordt aangetroffen in struikgewas dat ontstaat langs de randen of op open plekken in natuurlijk bos op hoogten tussen 750 en 1850 m boven zeeniveau. Als het natuurlijk bos geheel wordt gekapt, verdwijnt de vogel.

## Status
De gloeikeelkolibrie heeft een beperkt verspreidingsgebied en daardoor is de kans op uitsterven aanwezig. De grootte van de populatie werd in 2020 door BirdLife International geschat op 2.000-12.000 volwassen individuen en de populatie-aantallen nemen af door habitatverlies. Het leefgebied wordt aangetast door grootschalige ontbossingen waarbij natuurlijk bos wordt omgezet in gebied voor agrarisch gebruik zoals beweiding en koffieplantages en door het gebruik van bestrijdingsmiddelen en het afbranden van bos. Om deze redenen staat deze soort als bedreigd op de Rode Lijst van de IUCN.